# Sphagnum rubroflexuosum
Sphagnum rubroflexuosum är en bladmossart som beskrevs av Charles Frederick Andrus 1988. Sphagnum rubroflexuosum ingår i släktet vitmossor, och familjen Sphagnaceae. Inga underarter finns listade i Catalogue of Life.